# Thelypteris subscandens
Thelypteris subscandens är en kärrbräkenväxtart som beskrevs av Alan Reid Smith. Thelypteris subscandens ingår i släktet Thelypteris och familjen Thelypteridaceae. Inga underarter finns listade.